# Murphy Brown

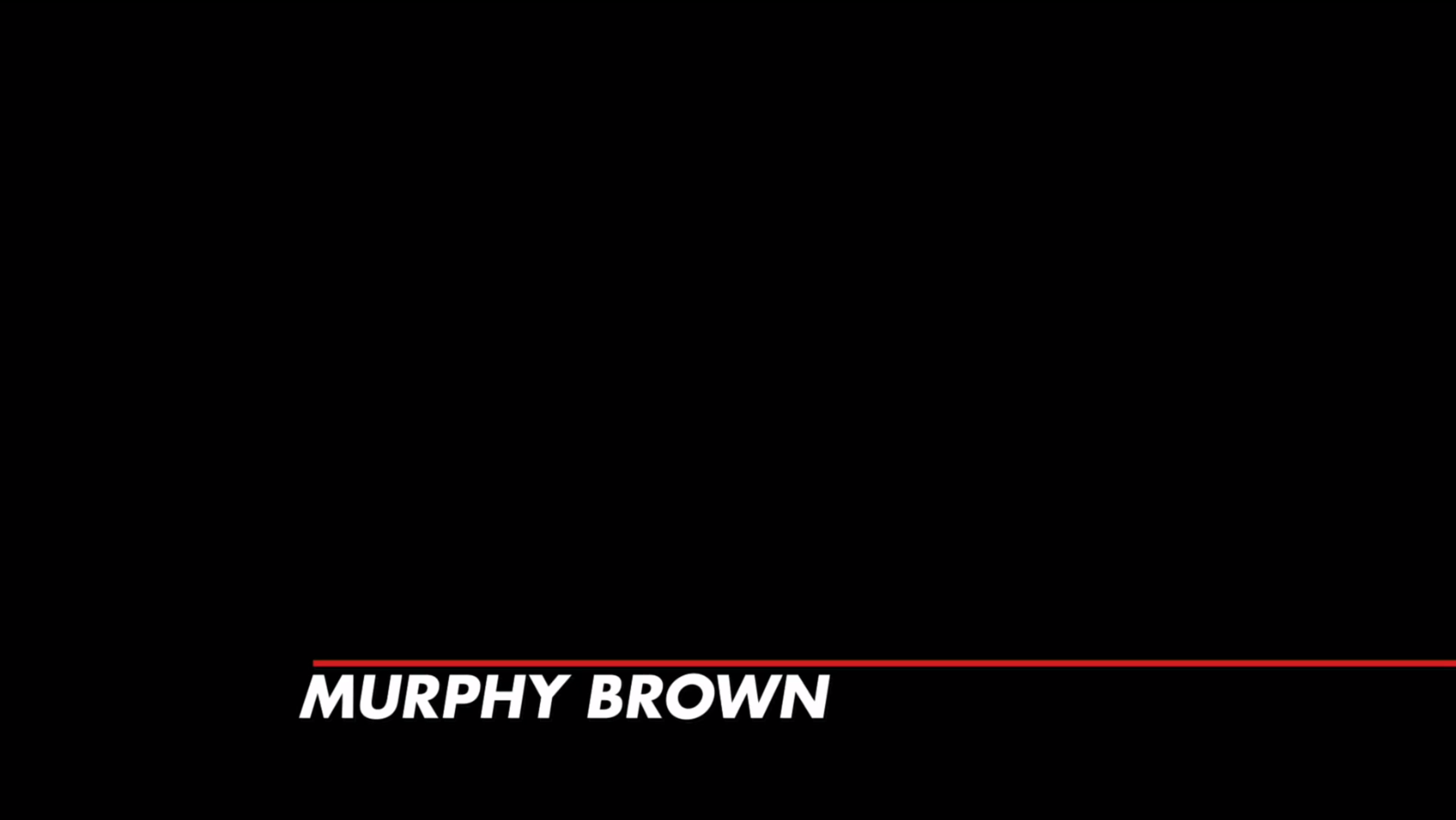
Murphy Browna (série)

Murphy Brown est une série télévisée américaine en 247 épisodes de 24 minutes, créée par Diane English et diffusée entre le 14 novembre 1988 et le 18 mai 1998 sur le réseau CBS et en simultané sur le réseau CTV au Canada. La série fait son retour pour treize épisodes entre le 27 septembre et le 20 décembre 2018 sur le même réseau américain et en simultané sur Citytv au Canada.
En France, la série originale a été diffusée à partir du 4 mars 1990 sur M6 et au Québec à partir du 31 août 1992 sur TQS.

## Synopsis
Cette sitcom met en scène les mésaventures de Murphy Brown, une alcoolique repentie, coprésentatrice de For Your Information (FYI), un magazine d'information à la télévision.

## Distribution

### Acteurs principaux
- Candice Bergen (VF : Perrette Pradier, Christine Delaroche puis Évelyn Séléna) : Murphy Brown
- Faith Ford (VF : Béatrice Bruno) : Corky Sherwood
- Joe Regalbuto (VF : Hervé Bellon puis François Leccia) : Francis « Frank » Fontana
- Grant Shaud (VF : Daniel Lafourcade puis Luc Boulad) : Miles Silverberg (1988-1996, depuis 2018)
- Jake McDorman : Avery Brown (depuis 2018)
- Nik Dodani : Pat Patel (depuis 2018)
- Adan Rocha : Miguel Gonzales (depuis 2018)
- Tyne Daly : Phyllis (depuis 2018)

### Anciens acteurs principaux
- Charles Kimbrough (VF : Joël Martineau) : Jim Dial (1988-1998, invité 2018)
- Robert Pastorelli (VF : Vincent Violette) : Eldin Bernecky (1988-1994)
- Pat Corley (VF : Louis Lyonnet) : Phil (1988-1996)
- Lily Tomlin : Kay Carter-Shepley (1996-1998)
- Tom Poston : le vieux Swenson

### Acteurs récurrents et invités
- Bette Midler : Caprice Feldman - Secretary #93 (1998), Caprice Morton (2018)[4]
- Brooke Shields : Holly Mackin Lynne (2018)[4]
- John Larroquette : le juge Nate Campbell (2018)[4]
- Katie Couric : elle-même (1992, 2018)[4]
- Peter Gallagher : John Haggerty (2018)[4]

Sources VF : Doublage Séries Database

## Production
Le 24 janvier 2018, CBS a commandé directement treize épisodes, Candice Bergen reprend son rôle. Un mois plus tard, Faith Ford, Joe Regalbuto et Grant Shaud ont confirmé leur retour. Le premier épisode sera réalisé par Pamela Fryman.
En mars et avril, de nouveaux rôles sont attribués à Jake McDorman, Nik Dodani et Tyne Daly.
Lors des Upfronts à la mi-mai, CBS place la série dans la case du jeudi à 21 h 30 à l'automne 2018.
En septembre 2018, Adan Rocha est ajouté à la distribution principale.
Le 10 mai 2019, CBS annule la série.

## Épisodes

### Saison 11 (2018)
Cette saison de treize épisodes est diffusée depuis le 27 septembre 2018.
1. Fake News
2. I (Don't) Heart Huckabee
3. #MurphyToo
4. Three Shirts to the Wind
5. The Girl Who Cried About Wolf
6. Results May Vary
7. A Lifetime of Achievement
8. The Coma and the Oxford Comma
9. Thanksgiving and Taking
10. Beat the Press
11. The Wheels on the Dog Go Round and Round
12. AWOL
13. Happy New Year

## Commentaires
Le public américain a réservé un excellent accueil à cette sitcom et la prestation de Candice Bergen n'est sans doute pas étrangère à ce succès. Elle y interprète avec beaucoup de talent une femme célibataire, indépendante, assumant ses choix.
Dans un épisode, Murphy Brown décide d'avoir un enfant toute seule, ce qui suscita des commentaires déplacés de la part du Vice-président Dan Quayle, pendant la campagne présidentielle de 1992. Ses propos soulevèrent un certain émoi dans le public et eurent pour effet de renforcer le caractère indépendant du personnage.
Dans la dernière saison, Murphy Brown souffre d'un cancer du sein. Le sujet y est abordé sans tabou : on y parle des bienfaits du cannabis pour mieux supporter les traitements chimiothérapiques, des prothèses mammaires… Ce sujet a eu un effet inattendu sur la population féminine américaine qui a vu le nombre de mammographies augmenter de près de 30 %.

## Récompenses
- Emmy Award 1989 : Meilleur scénario pour l'épisode pilote
- Emmy Award 1989 : Meilleure actrice dans une série comique pour Candice Bergen
- Emmy Award 1989 : Meilleure actrice invitée dans une série comique pour Colleen Dewhurst
- Emmy Award 1989 : Meilleur montage pour l'épisode pilote
- Golden Globe Award 1989 : Meilleure actrice dans une série comique pour Candice Bergen
- Emmy Award 1990 : Meilleure actrice dans une série comique pour Candice Bergen
- Emmy Award 1990 : Meilleur acteur invité dans une série comique pour Jay Thomas
- Golden Globe Award 1990 : Meilleure série comique
- Emmy Award 1991 : Meilleure actrice invitée dans une série comique pour Colleen Dewhurst
- Emmy Award 1991 : Meilleur acteur invité dans une série comique pour Jay Thomas
- Emmy Award 1991 : Meilleur scénario pour l'épisode La Galère du réveillon (Jingle Hell, Jingle Hell, Jingle All the Way)
- Emmy Award 1991 : Meilleurs costumes pour l'épisode Eldin s'exprime (Eldin Imitates Life)
- Emmy Award 1991 : Meilleur montage pour l'épisode Panique dans l'avion (On Another Plane)
- Emmy Award 1992 : Meilleure série comique
- Emmy Award 1992 : Meilleure actrice dans une série comique pour Candice Bergen
- Emmy Award 1992 : Meilleure réalisation pour l'épisode Naissance 101 (Birth 101)
- Golden Globe Award 1992 : Meilleure actrice dans une série comique pour Candice Bergen
- Emmy Award 1994 : Meilleure actrice dans une série comique pour Candice Bergen
- Emmy Award 1994 : Meilleur acteur invité dans une série comique pour Martin Sheen
- Emmy Award 1995 : Meilleure actrice dans une série comique pour Candice Bergen